# セイアン〜生活安全特捜隊
『セイアン〜生活安全特捜隊』（セイアン せいかつあんぜんそうさたい）は、2014年11月29日にテレビ朝日系の「土曜ワイド劇場」枠で放送された作品である。
原作は安東能明の警察小説「生活安全特捜隊シリーズ」。
警視庁生活安全特捜隊（通称“セイアン”）の新班長に任命された、刑事経験ゼロの「48歳の新人刑事」の活躍を描いている。

## キャスト
特捜隊2班
結城公一（班長）
演 - 村上弘明
本庁勤務の経験が無く、所轄の地域課と交通課の制服勤務ばかりを歴任。しかし5年前、あるDV事件に関わり、DV被害者の女子高生が刑事課の強引な取調べの末に自殺したことで「救わなくていい命なんてない。そのためには聖域に踏み込んででも救うべきだ」と考えるようになり、念願かなって刑事となる。
内海康子（副隊長）
演 - 国生さゆり
結城のかつての後輩。刑事経験のない結城のために班長のポストを用意した。
寺町由里子（隊員）
演 - 原田夏希
小西賢二（隊員）
演 - 近藤公園
石井誠司（隊員）
演 - 笹野高史
占部喜代
演 - 水野久美
占部末雄（占部喜代の息子）
演 - 長谷川朝晴
配管工。失踪中。
占部智子（占部末雄の妻）
演 - 須藤理彩
剣持徹也（警視庁捜査1課刑事）
演 - 神保悟志
横山（警視庁捜査1課刑事）
演 ‐ 福井弘一
山瀬（特捜隊1班班長）
演 ‐ 大高洋夫
古田邦男（立川西署生活安全課）
演 ‐ 森下能幸
川島正次（占部家の隣人）
演 - 松澤一之
檜山長三（末雄の勤務先の社長）
演 - 山内としお
片桐沙織（美人局をしていた女子高生）
演 - 秋月三佳
塚本利夫（カジノ店店長）
演 - 熊木聡一
前島昭江（葬儀業者）
演 - 塩崎沙織
雑木林で散骨を行う。
八木裕介（高校生）
演 - ささの友間
郵便局で年賀状配達のバイトをしていて、職務放棄で、配達の年賀状を雑木林に破棄してしまう。
内海絵里（康子の娘）
演 - 工藤綾乃
その他
脇崎智史、工藤ちあき、田口主将、しのへけい子

## スタッフ
- 原作 - 安東能明「聖域捜査」「境界捜査」（集英社文庫）
- 脚本 - 戸田山雅司
- 監督 - 松田秀知（共同テレビジョン）
- 警察監修 - 古谷謙一
- スタントコーディネーター - 釼持誠
- ガンエフェクト - BIGSHOT
- 技術協力 - バスク
- 制作協力 - 松竹撮影所
- プロデュース - 佐藤涼一、原克子、渡邉竜
- 制作 - テレビ朝日、松竹